# Iglesia de Santa Maria del Faro
La Iglesia de Santa Maria del Faro (en italiano, Chiesa di Santa Maria del Faro) es un edificio destinado al culto católico de la ciudad de Nápoles, Italia, localizado en el barrio de Posillipo, concretamente en el burgo de Marechiaro.

## Historia y descripción
La iglesia, ya mencionada en el siglo XIII, fue restaurada en el siglo XVIII con proyecto del arquitecto y pintor napolitano Ferdinando Sanfelice, comisionado por la familia de origen salernitano Mazza.

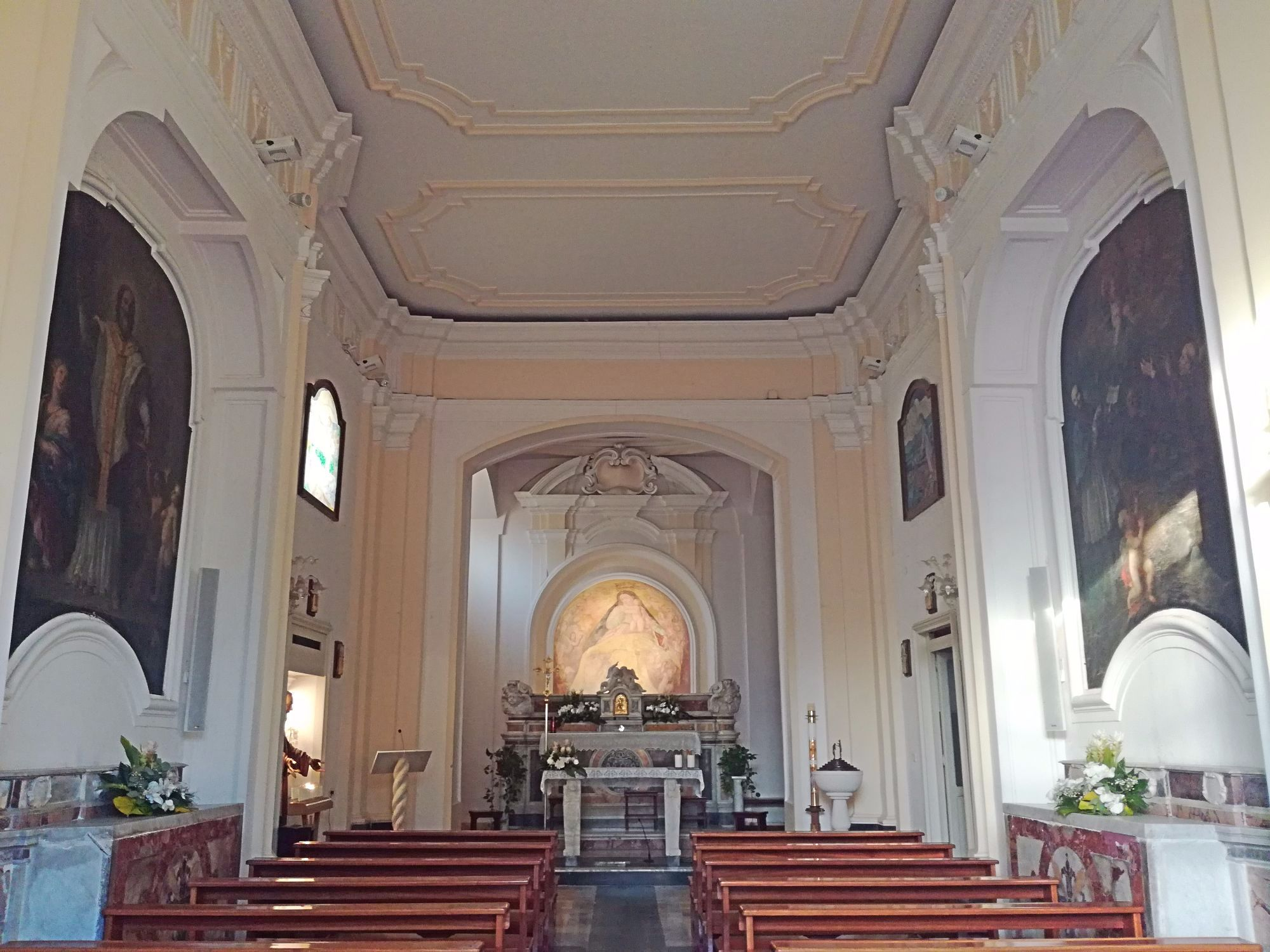
Interior.

El edificio, en estilo barroco, es de nave única con capillas laterales decoradas con pequeñas piezas de época romana, como demuestran los dos sarcófagos con el blasón de la familia Mazza posteriormente grabado en ellos. También alberga algunos restos de la Villa Imperial de Pausylipon, que según la tradición estaba ubicada en el sitio del antiguo faro romano.
La semana siguiente a Pascua se celebra una procesión en el mar: unos botes llevan la estatua de la Virgen desde la reserva marina de Gaiola hasta el pequeño puerto de Marechiaro, y de ahí los fieles más ancianos de la comunidad la llevan a hombros de vuelta a la iglesia.